# جون إم. كلارك
جون إم. كلارك هو سياسي كندي، ولد في 1854، وتوفي في 25 مايو 1936.